# 화원반도

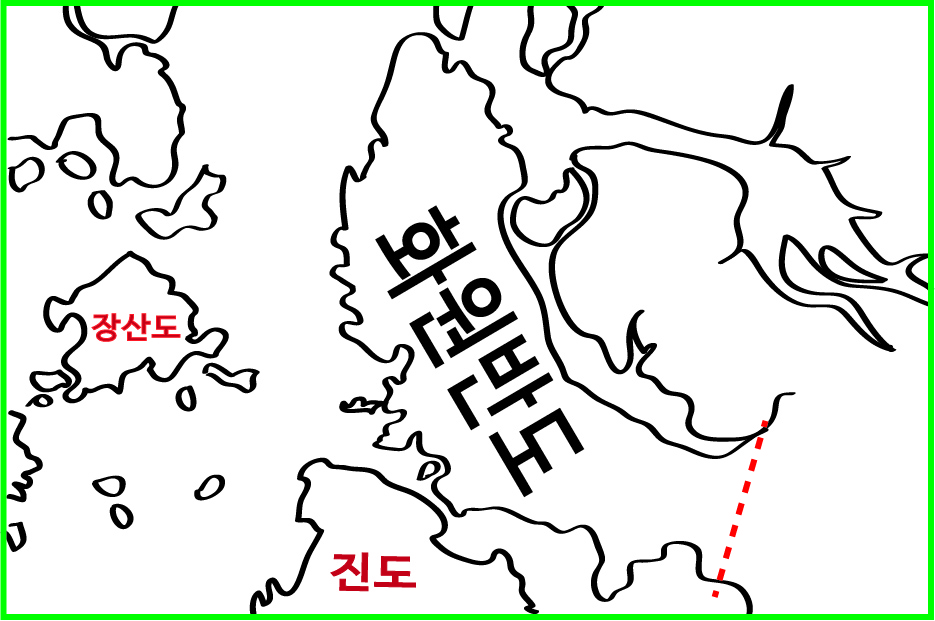
전남 해남군에 위치한 화원반도

화원반도는 해남군 서부에 위치한 반도이다. 수로를 통해 목포 달도와 접하며, 도로는 금호방조제를 통해 금호도와 이어져 산이면과 삼호읍을 거쳐 목포와 접한다. 서남해와 금호호에 접한다.